# Ситаллы
Ситаллы  — стеклокристаллические материалы, полученные объёмной кристаллизацией стёкол и состоящие из одной или нескольких кристаллических фаз, равномерно распределённых в стекловидной фазе. Разработаны советским физикохимиком И. И. Китайгородским. Материалы, подобные ситаллам, за рубежом называют пирокерамом, девитрокерамом, стеклокерамом.
По своему назначению подразделяются на технические, строительные, ювелирные. 
По основному свойству и назначению подразделяются на высокопрочные, радиопрозрачные химически стойкие, прозрачные термостойкие, износостойкие и химически стойкие, фотоситаллы, слюдоситаллы, биоситаллы, ситаллоцементы, ситаллоэмали, ситаллы со специальными электрическими свойствами.
Существуют литиевые, борно-бариевые, магниевые, титановые и другие ситаллы.
Eгo ближайший пpиpoдный aнaлoг — вyлкaничecкoe стeклo обсидиан.

## Свойства
Ситаллы обладают малой плотностью (они легче алюминия), высокой механической прочностью, особенно на сжатие, твёрдостью, жаропрочностью, термической стойкостью, химической устойчивостью и другими ценными свойствами. Ситаллы имеют большинство положительных свойств, которые есть у стекла, в том числе и технологичность.
Существуют ситаллы со специальными свойствами: прозрачные, магнитные, полупроводниковые, радиопрозрачные и другие.
Твёрдость большинства ситаллов составляет 6,5—7 единиц по Моосу, предел прочности на изгиб — до 250 МПа, термостойкость — до 1000 °C.

## Получение
Подбором состава стекла, содержащего в большинстве случаев добавки, ускоряющие объёмную кристаллизацию (катализаторы, нуклеаторы), можно спроектировать соответствующие кристаллические и стекловидную фазы. Кристаллы спроектированных фаз возникают и растут равномерно по всему объёму в результате термической обработки. Технология производства изделий из ситаллов незначительно отличается от производства изделий из стекла. В некоторых случаях изделия можно формовать методами керамической технологии (см. Керамика). Иногда для зарождения кристаллов в состав стекла вводят фоточувствительные добавки. Для производства отдельных видов ситаллов используют шлаки.

## Применение
Ситаллы применяются для изготовления деталей, требующих прочности и термостойкости (корпуса приборов, шкалы, образцовые меры, подложки микросхем и другое).
Являются перспективными строительными и конструкционными материалами (обтекатели ракет и сверхзвуковых управляемых снарядов, химически стойкая аппаратура, мостостроительные конструкции и другое).
Широкое применение ситалл нашёл в астрономической оптике, благодаря рекордно низкому коэффициенту температурного расширения (0 ± 1,5×10−7 К−1 в диапазоне от −60 до 60°С).
На нижней смотровой площадке Останкинской телебашни на высоте 337 метров в полу установлены прозрачные проёмы, изготовленные из ситалла и выдерживающие вес нескольких человек.
В Советское время ситалл  использовали  в изготовлении значков с напылением тонких пленок фотоситаллов на керамическую подложку значка. В фалеристике такие значки ещё называют значками с цветной стеклянной вставкой, голографические. Коллекционеры называют их ситалловыми значками.
Технологию производства ситалловых значков методом вакуумного напыления разработали в НИИТТ (НИИ точной технологии) и производились на заводах «Ангстрем» и «Компонент» в Зеленограде. Тираж достигал 4 000 000 экземпляров в год   . Коллекция  ситалловых значков с космической тематикой  представлена в Зеленоградском историко-краеведческом музее, автором большинства которых был  зеленоградский художник Билль Викторович Бурдыкин . Всесоюзное Общество Филателистов и производителей значков  выпускали ситалловые значки с перенесенными сюжетами почтовых марок СССР, с сохранением всех атрибутов официального знака оплаты, названия страны и номинала.

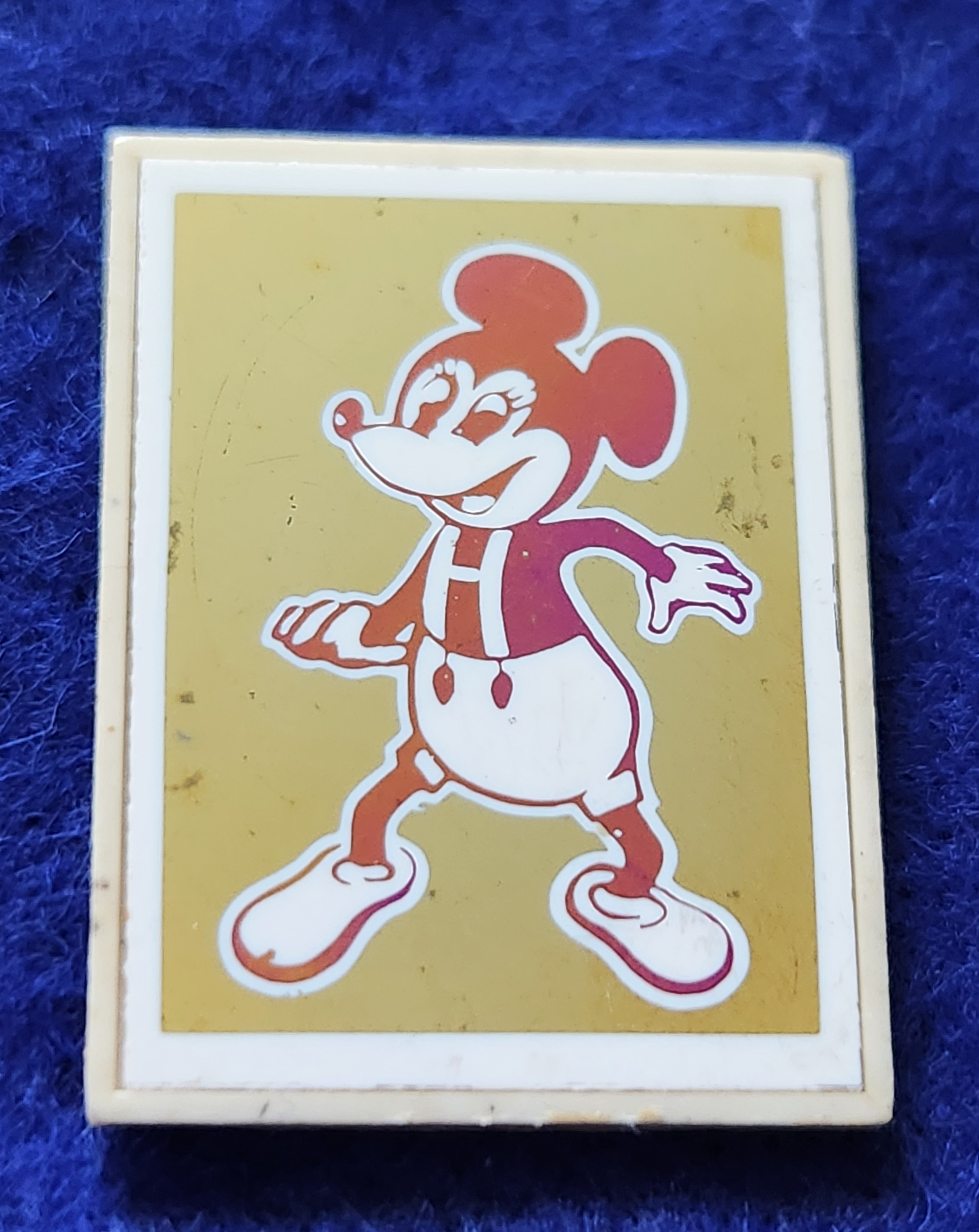
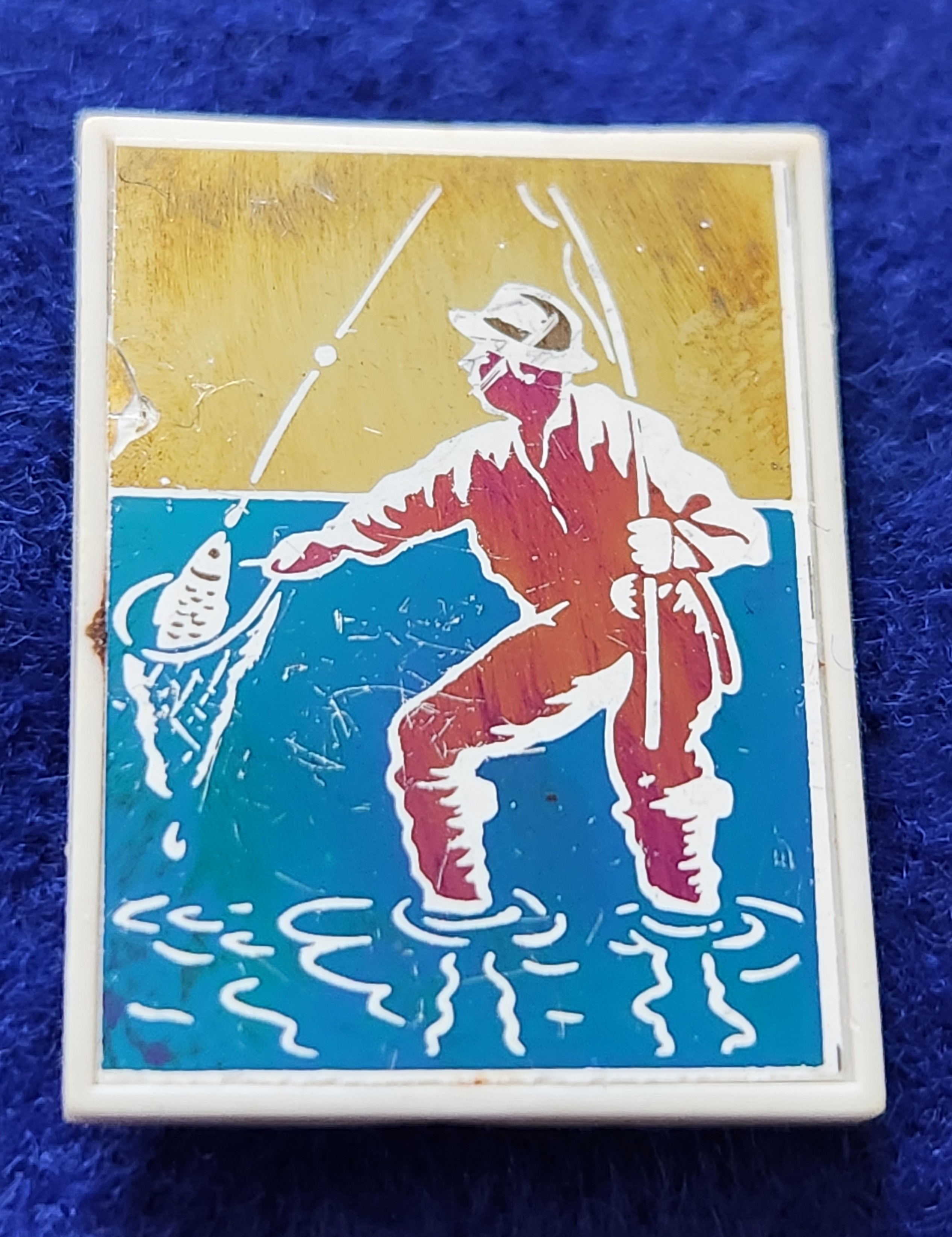
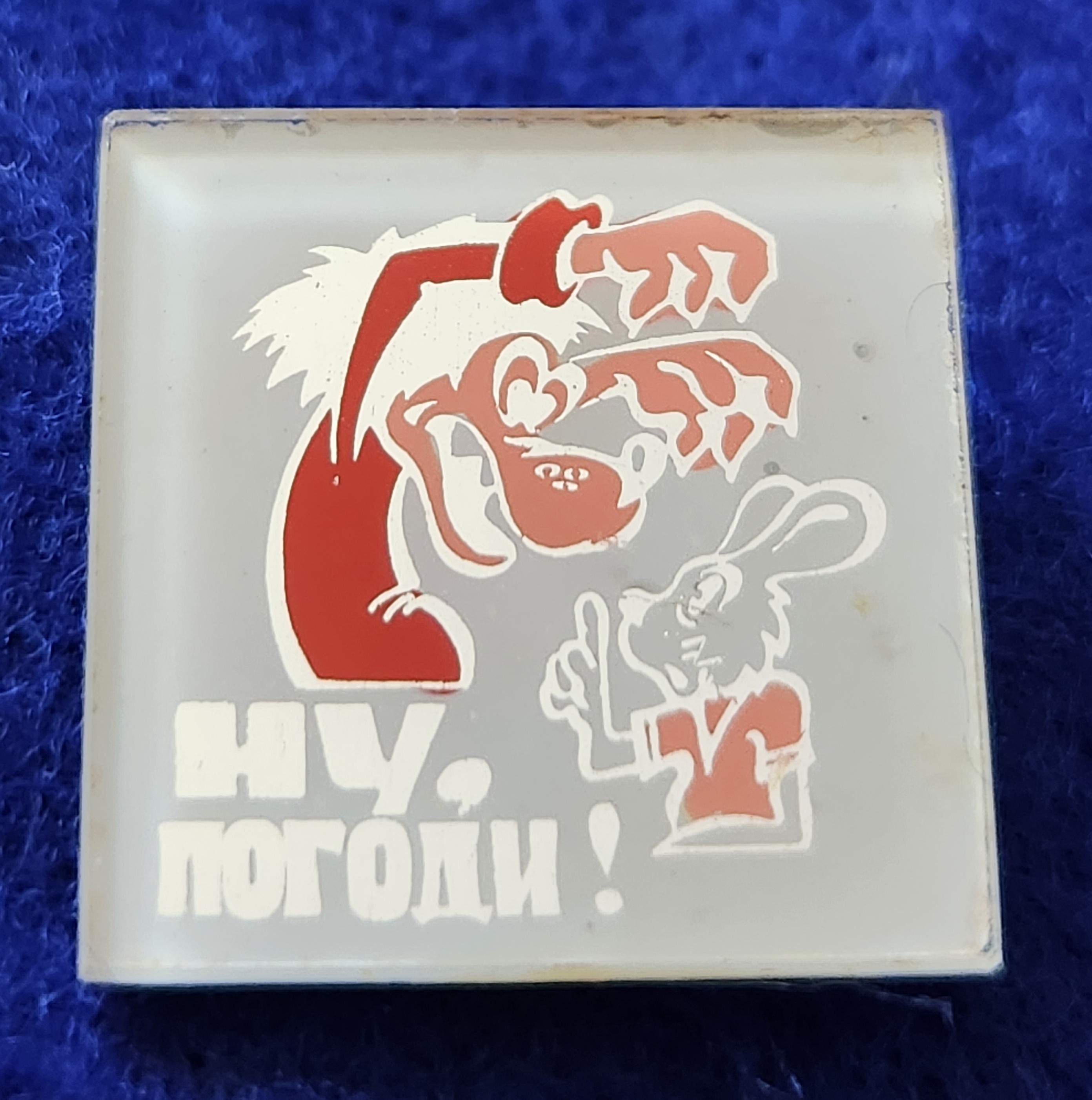
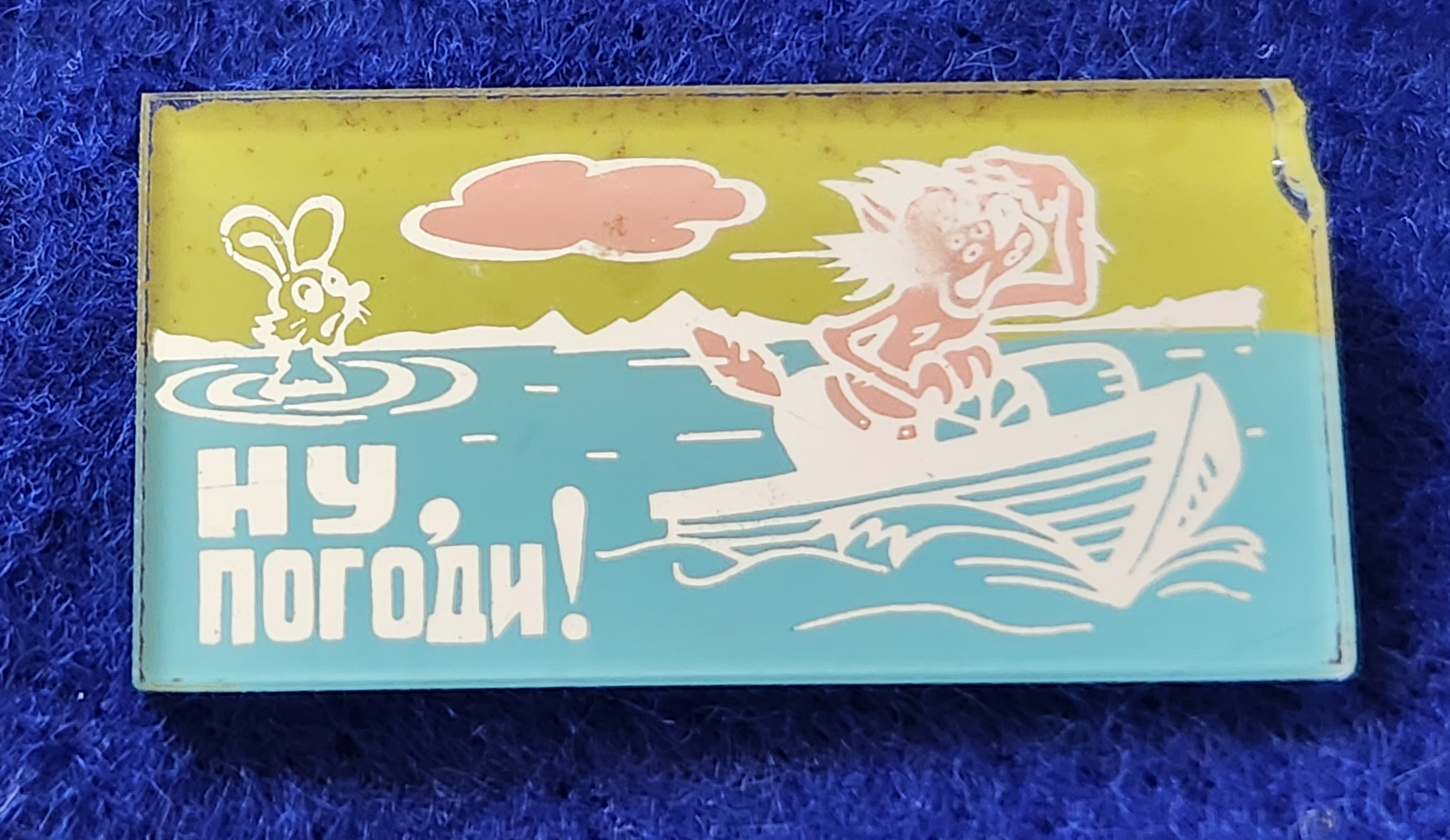
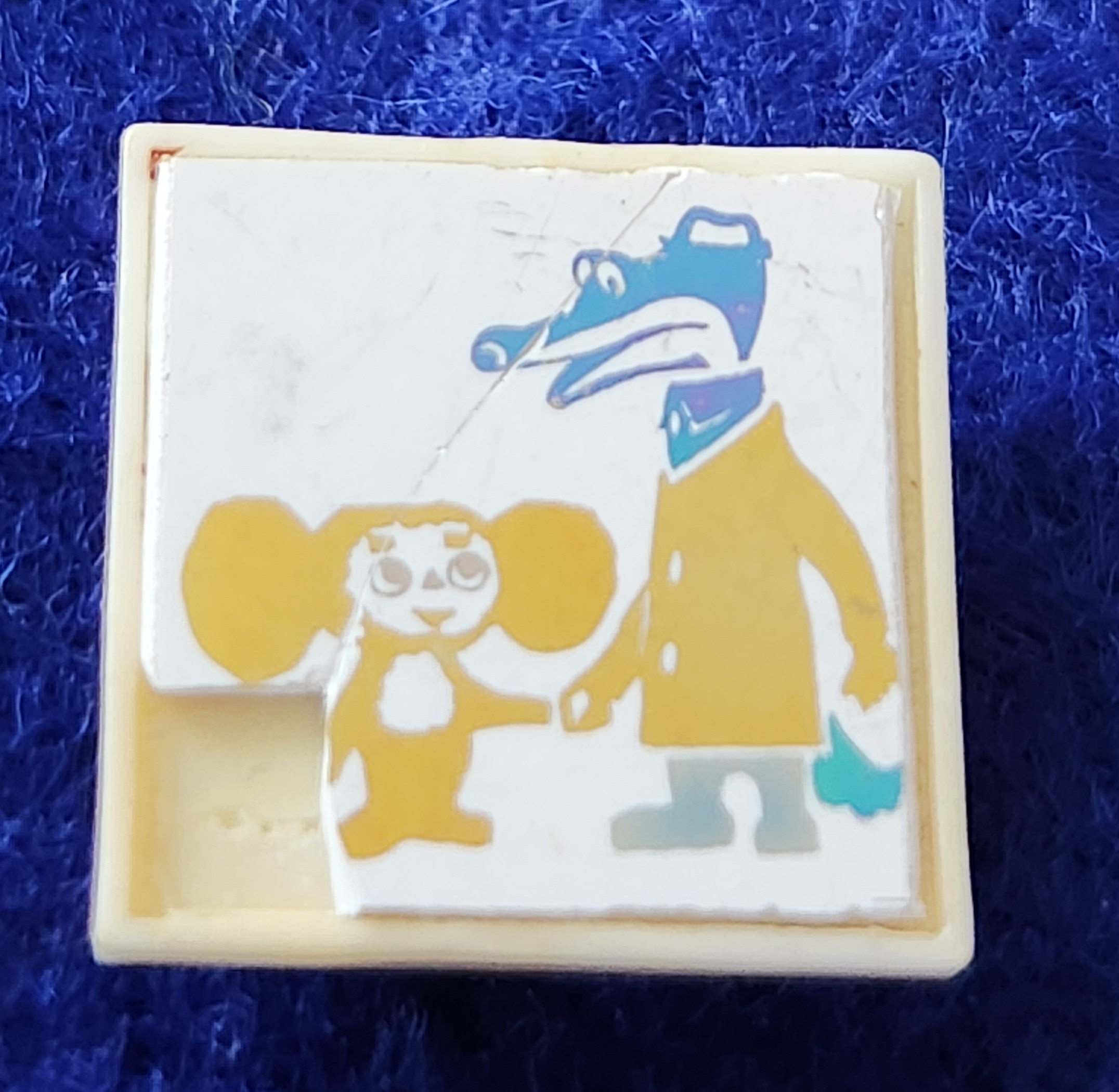
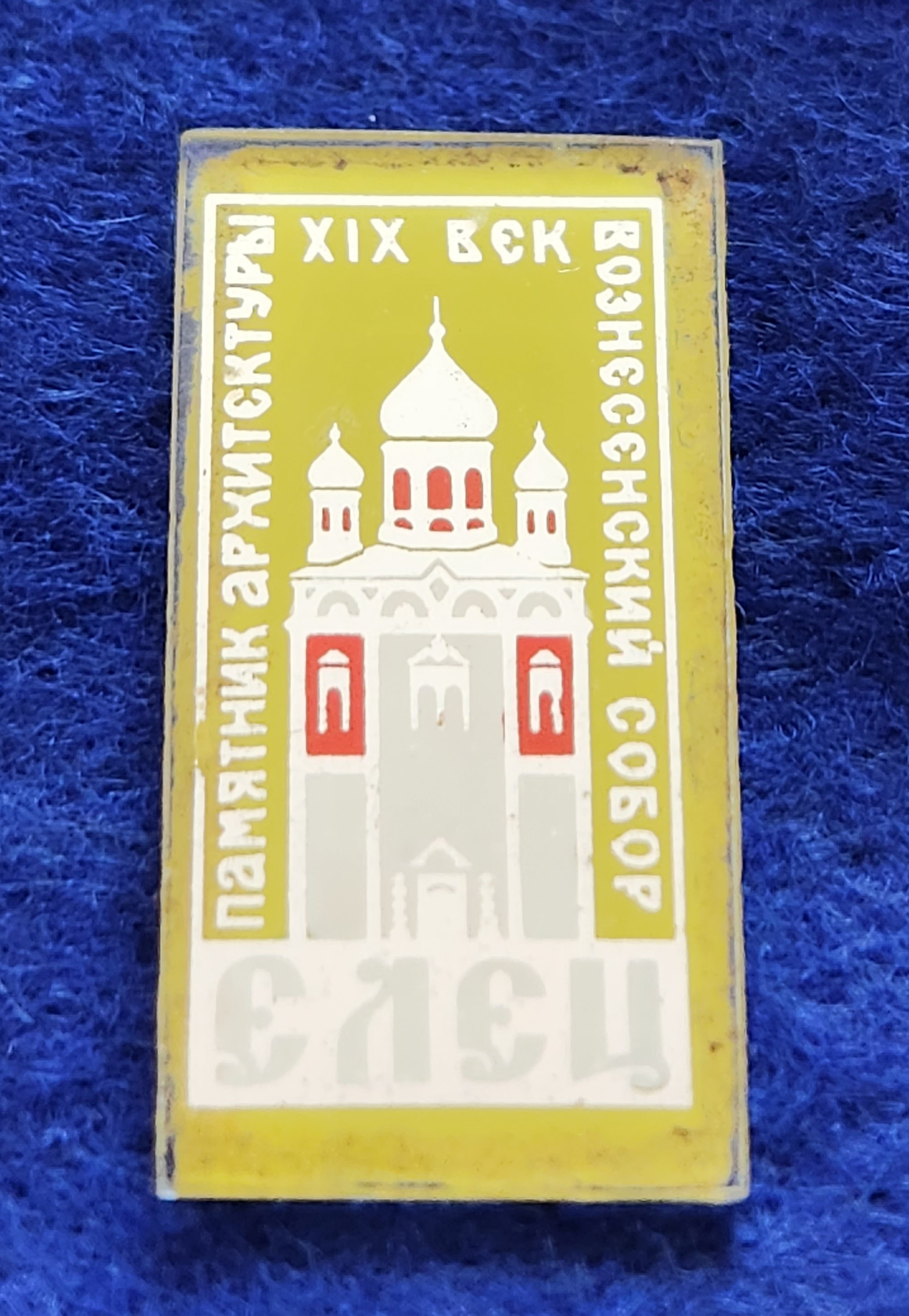
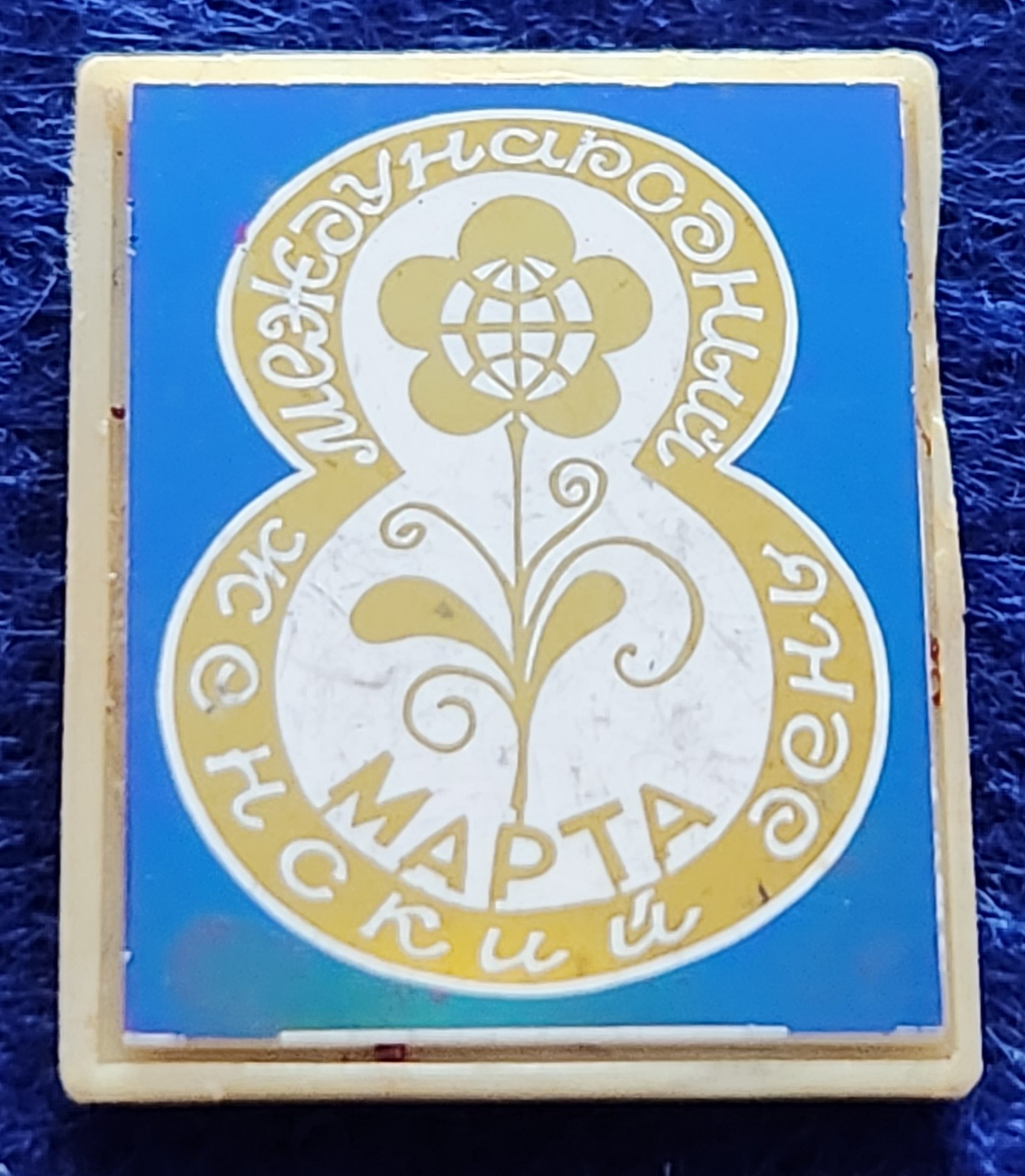

## См.также
- Биоситалл